# São João Batista do Glória
São João Batista do Glória é um município brasileiro do estado de Minas Gerais. Sua população recenseada em 2022 era de 7 652 habitantes.